# Fayón
Fayón – gmina w Hiszpanii, w prowincji Saragossa, w Aragonii, o powierzchni 67,19 km². W 2011 roku gmina liczyła 384 mieszkańców.